# Anandra laterialba
Anandra laterialba är en skalbaggsart som beskrevs av Stefan von Breuning 1943. Anandra laterialba ingår i släktet Anandra och familjen långhorningar. Inga underarter finns listade i Catalogue of Life.